# Арекипа (регион)
Ареки́па (исп. Arequipa) — регион на юге Перу. Граничит с регионами Ика, Аякучо, Апуримак, Куско (на севере), регионом Пуно на востоке; регионом Мокегуа на юге. С запада омывается водами Тихого океана. Административный центр — город Арекипа, является вторым крупнейшим городом в Перу.

## Географическое положение

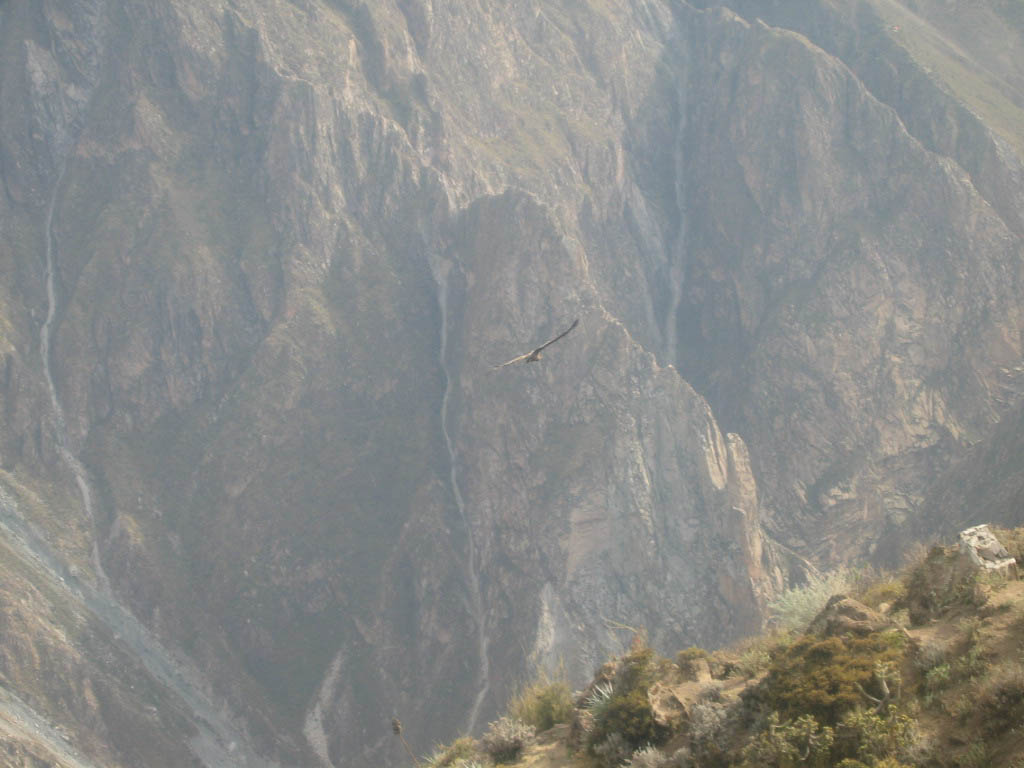
Каньон Колка

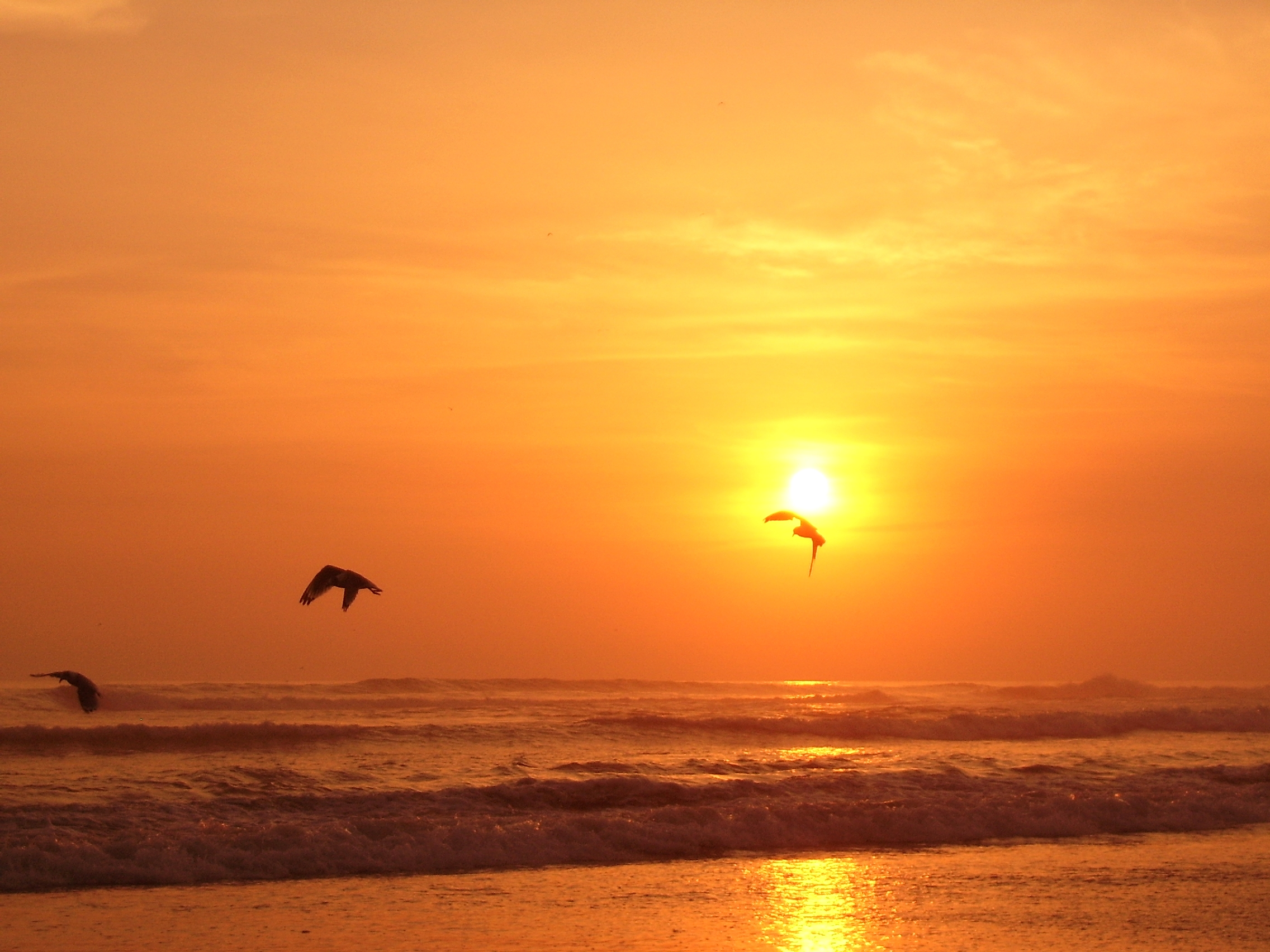
Пляжи Ла-Пунта-де-Бомбон

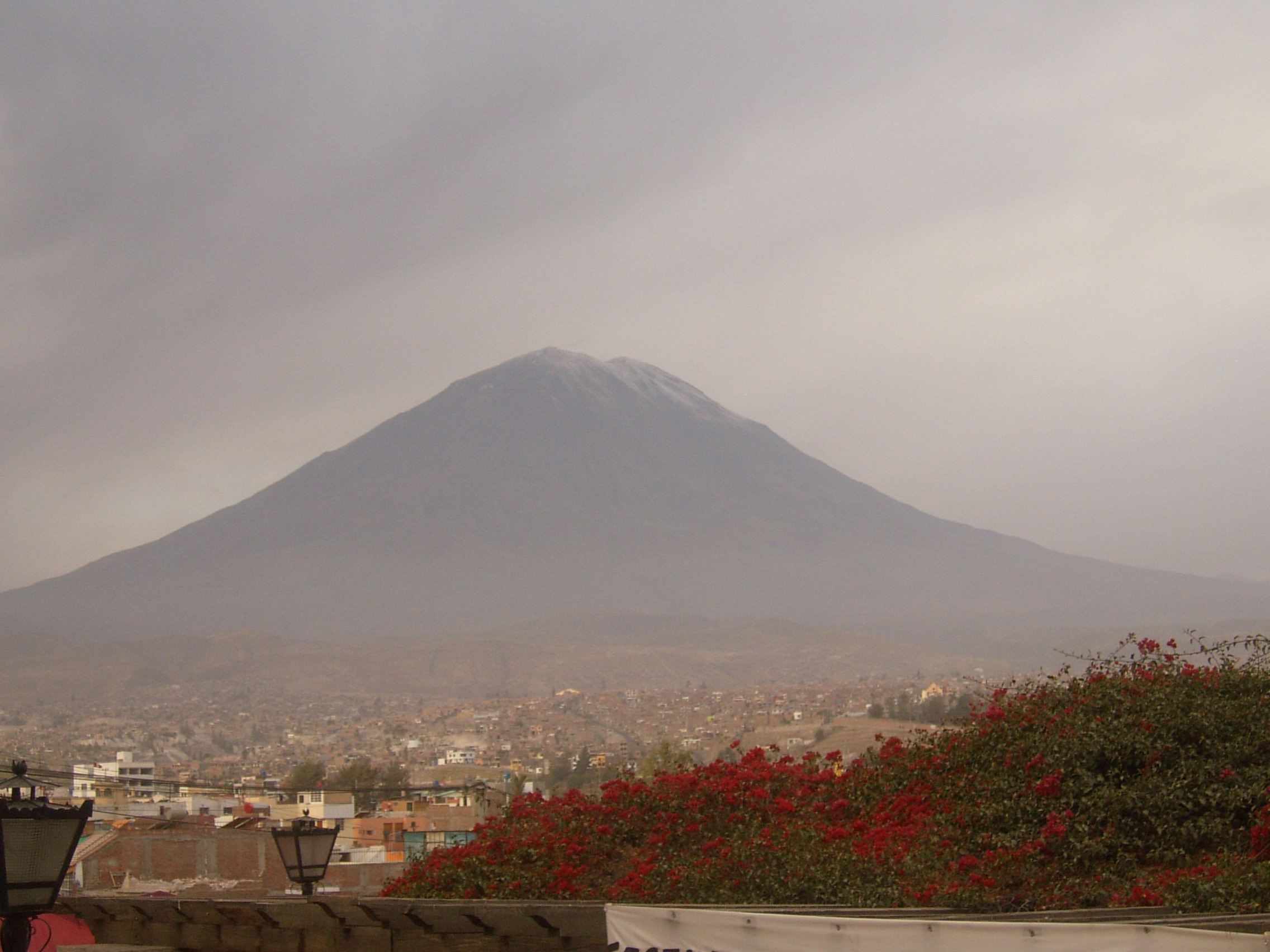
Гора Мисти

Регион Арекипа лежит на побережье Тихого океана. Береговую линию образуют неприступные скалы, обрывающиеся в океан, и песчаные пляжи. Из глубоких андских долин в Тихий океан впадают несколько рек. Небольшие плато и дюны образуют ландшафт пустыни Арекипа.
Континентальная часть региона покрыта горами, самые высокие из которых вулканическая цепь Кордильер, высочайшая вершина её — покрытая снегом Коропуна (6425 м). За этой горной цепью простирается равнина Альтиплано, также пересекаемая несколькими горными хребтами.
Сьерра Арекипас изрезана глубокими ущельями, например ущелья Махес, Оконья, Сиуас. Здесь же находится знаменитый каньон Колка, самое глубокое ущелье мира. Не меньшее впечатление производит и близлежащий каньон Котауаси.
В регионе берёт начало река Амазонка, самая длинная река мира.
Административный центр региона — город Арекипа, второй по величине город Перу. Это политический, экономический и культурный центр региона. Два крупных порта: Мольендо и Матарани.
Арекипа граничит с регионами Ика, Аякучо, Апуримак и Куско на севере, с Пуно на востоке и с Мокегуа на юге.
Крупные реки: Оконья, Махес, Тамбо, Чили, Йаука, Камана, Куилька.
Лагуны: Мурурка и Салинас.
Горные вершины: Ампато (6310 м), Коропуна (6305 м), Солимана (6117 м), Чачани (6057 м), Уалькауалька (6025 м), Пичу-Пикчу (5500 м), вулканы Мисти (5821 м) и Андауа-Оркопампа (4713 м).
Острова: Орнийос, Бланка, Каска и Сарагоса.
Климат — умеренный и сухой. Температура воздуха колеблется от +10 °С до +24 °C в зависимости от сезона. Сезон дождей с января по март. Большинство дней в году светит солнце.

## Административное деление
Регион разделен на 8 провинций и 109 округов:

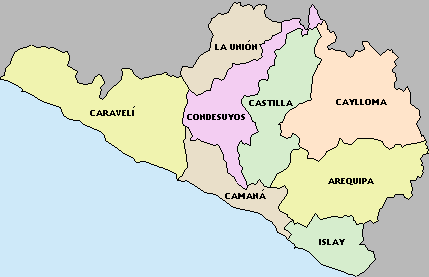
Провинции региона Арекипа.

| № | Провинции  | Административный центр | Число округов |
| - | ---------- | ---------------------- | ------------- |
| 1 | Арекипа    | Арекипа                | 29            |
| 2 | Камана     | Камана                 | 8             |
| 3 | Каравели   | Каравели               | 13            |
| 4 | Кастилья   | Аплао                  | 14            |
| 5 | Кайльома   | Чивай                  | 20            |
| 6 | Кондесуйос | Чукуибамба             | 8             |
| 7 | Ислай      | Мольендо               | 6             |
| 8 | Ла-Уньон   | Котауаси               | 11            |

## Достопримечательности и туризм

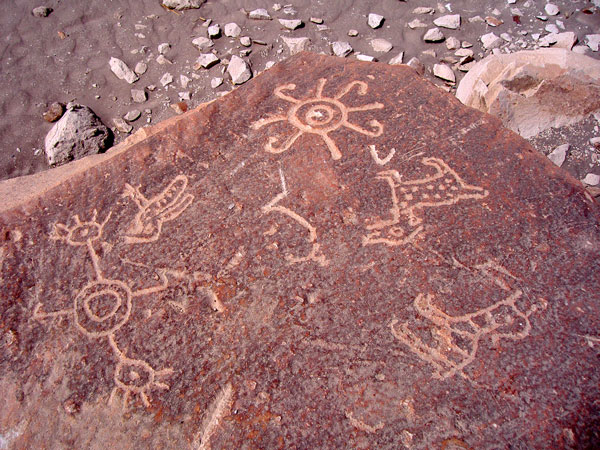
Петроглифы Торо-Муэрто

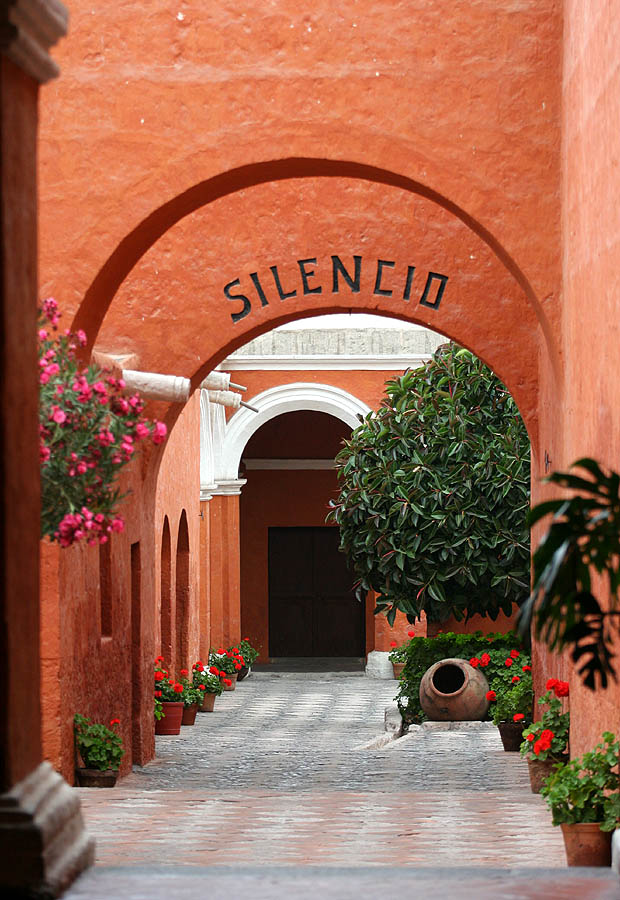
Аллея монастыря Святой Екатерины в Арекипе

В регионе много интересных для туриста мест.
- Город Арекипа, внесённый в список Всемирного наследия ЮНЕСКО.
- Женский монастырь святой Екатерины в Арекипа, основанный в 1580 году.
- Железный мост через реку Чили, сконструированный Гюставом Эйфелем специально для Арекипы
- В трех провинциях, лежащих на побережье океана: Каравели, Камана и Ислай, находятся популярные пляжи Ла-Пунта-де-Бомбон, Мойендо и Камана.
- Каньон Колка, имеющий глубину вдвое превышающую знаменитый американский Гранд-Каньон, расположен в провинции Кайома в 148 км к северо-востоку от Арекипы, Каньон считается самым глубоким в мире. Со смотровой площадки Крус Дел Кодор открывается незабываемый вид на каньон, на дне которого, на глубине 1200 м протекает река Колька (Камана), а с противоположной стороны возвышается гора Мисти. В захоронениях каньона Колка в Перуанских Андах начиная с 1300 года выявлен обычай изменять форму черепа — доля людей с черепами неправильной формы в захоронениях составляла от 39% до 73%[1].
- Каньон Котауаси в провинции Ла-Уньон, в 379 км от Арекипы. Оба каньона восхищают пейзажами, открывающимися с высоты птичьего полета, и парящими в воздухе кондорами.
- В районе Юра расположены подземные термальные источники, рекомендуемые для лечения почек, печени и кожных заболеваний.
- В провинции Кастилья, в 165 км на запад от Арекипы, в местечке Корире, находится археологический памятник Торо-Муэрто, где можно увидеть более 3 00 петроглифов, изображающих животных и растения. Тут же можно обнаружить огромные камни вулканического происхождения, разбросанные на территории свыше 5 кв.км. и наиболее вероятно являющиеся результатом извержений вулканов Коропана и Чачани.
- Покрытая застывшей лавой Долина вулканов, длиной в 65 км, в районе деревни Андагуа, у подножия покрытой снегом вершины Коропуна. Увенчанная небольшими и средней величины вулканическими конусами и кратерами, эта местность напоминает лунную поверхность.
- Национальный заповедник Салинас в 35 км от города Арекипа. Заповедник был создан в 1979 году с целью охраны важнейших видов флоры и фауны региона.
- Природный заповедник лагуны Мехия в 20 км от Мольендо, расположенный на 690 га.
- Пещеры Сумбай в 88 км от города Арекипа на плато, расположенном на высоте 4127 м над уровнем моря. Археологическая ценность этой долины заключается в её пещерах с наскальными рисунками эпохи палеолита, изображающими людей и животных: пум, антилоп, мамонтов и других.
- Уйо-Уйо — руины города доинкского периода расположены в двух километрах от города Янке в провинции Кайльома.

## Транспорт
- морские порты: Матарани и Мольендо.
- железная дорога: Мольендо — Матарани — Арекипа — Хульяка — Пуно — Куско — Мачу-Пикчу.
- международный аэропорт имени Родригеса Байона